# Rahon, Doubs
Rahon är en kommun i departementet Doubs i regionen Bourgogne-Franche-Comté i östra Frankrike. Kommunen ligger i kantonen Clerval som tillhör arrondissementet Montbéliard. År 2022 hade Rahon 136 invånare.

## Befolkningsutveckling
Antalet invånare i kommunen Rahon
Referens:INSEE